# Jennifer Westfeldt
Jennifer Westfeldt (Guilford, 2 febbraio 1970) è un'attrice e sceneggiatrice statunitense.

## Biografia
Nata in Connecticut, da padre svedese e madre ebrea, si è diplomata alla Guilford High School e ha frequentato l'Università di Yale, dove ha cantato in un gruppo a cappella chiamato Redhot & Blue.
Dopo aver recitato in alcuni teatri Off-Broadway con Lipschtick, una pièce teatrale di cui è coautrice assieme a Heather Juergensen, si trasferisce a Hollywood dove ottiene un ruolo ricorrente nella sitcom Due ragazzi e una ragazza. Recita in tre episodi della serie televisiva Giudice Amy e ottiene piccole parti in serie come Numb3rs, Grey's Anatomy e Private Practice. Nel 2001 è protagonista del film indipendente Kissing Jessica Stein (tratto dalla sua pièce Lipschtick), co-sceneggiata da lei assieme a Heather Juergensen, per cui vince un Satellite Awards 2002 come miglior attrice ed ottiene una candidatura agli Independent Spirit Award per la miglior sceneggiatura d'esordio.
Nel 2004 debutta a Broadway in Wonderful Town, per la cui interpretazione vince un Theatre World Award ed ottiene una nomination ai Tony Awards. Nel 2006 torna al cinema e recita al fianco di Chris Messina nella commedia Ira & Abby, che ha scritto, prodotto ed interpretato. Successivamente prende parte con un ruolo ricorrente all'ottava stagione di 24, ed è tra gli interpreti principali della sitcom Notes from the Underbelly.

## Vita privata
Dal 1997 al 2015 è stata la compagna dell'attore Jon Hamm.

## Filmografia

### Attrice

#### Cinema
- Kissing Jessica Stein, regia di Charles Herman-Wurmfeld (2001)
- See Jane Run, regia di Sarah Thorp (2001)
- Keep Your Distance, regia di Stu Pollard (2005)
- Ira & Abby, regia di Robert Cary (2006)
- Friends with Kids, regia di Jennifer Westfeldt (2011)
- Copia originale (Can You Ever Forgive Me?), regia di Marielle Heller (2018)

#### Televisione
- Holding the Baby - serie TV, 13 episodi (1998-2002)
- Aspettando il tuo sì (Before You Say I Do) – film TV, regia di Paul Fox (2009)
- Grey's Anatomy – serie TV, episodi 5x14-5x15-5x16 (2009)
- Younger - serie TV, 6 episodi (2017)
- Will Trent – serie TV, episodio 2x03 (2024)

### Sceneggiatrice
- Kissing Jessica Stein, regia di Charles Herman-Wurmfeld (2001)
- Ira & Abby, regia di Robert Cary (2006)
- Friends with Kids, regia di Jennifer Westfeldt (2011)
- The Idea of You, regia di Michael Showalter (2024)

### Regista
- Friends with Kids (2011)

## Doppiatrici italiane
Nelle versioni in italiano delle opere in cui ha recitato, Jennifer Westfeldt è stata doppiata da:
- Georgia Lepore in Grey's Anatomy, Private Practice
- Claudia Razzi in Kissing Jessica Stein
- Antonella Giannini in 24
- Sabrina Duranti in Will Trent